# Търбух
Търбух (на латински: rumen) се нарича първото и най-голямо предстомашие на многокамерния стомах при преживните животни. Той служи за резервоар и място за първоначална ферментация и механична обработка на храната. При новородените животни търбухът е малък, а същинския стомах е най-голям. Постепенно с преминаването към растителна храна той се увеличава и така се променя съотношението между отделните части на многокамерния стомах.

## Строеж
Търбухът представлява огромен мях, който допълнително се разширява в няколко сака. Разположен в лявата половина на коремната кухина между диафрагмата и тазовата кухина. Лигавицата е дебела и тъмна, лишена е от жлези и е изградена от многослоен вроговен епител. Тя образува множество власинки или въси, които достигат до 1 см. височина. Въсите имат мускулни влакна придаващи им самостоятелна подвижност, а кръвоносните и лимфните съдове в тях извършват смукателната функция.

## Функция
Основната функция на търбуха е да служи като резервоар на огромното количество растителна храна. Тук тя ферментира под действието на търбушната микрофлора. В търбуха се преработва предимно целулозата. Тя се превръща в прости захариди, които се усвояват от организма. Ферментацията е съпроводена с образуването на газове, които се отделят при оригване. Другата функция на търбуха е да участва в процеса на преживяне. Това става при почивка на организма. Отключва се рефлекс, при който топка от храната се придвижва обратно през хранопровода до устата. Тук тя се сдъвква добре и отново се преглъща. От търбуха храната преминава към следващото предстомашие мрежата.